# Козьменко-Делинде, Валентин Никитович
Валентин Никитич Козьменко-Делинде (Козьменко) (род. 25 января 1951, Киевская область) — режиссёр театра, сценограф, автор сценических драматизаций, театральный педагог. Доктор философии (диссертация «Реабилитация системы Станиславского», Словакия). Гражданин Словакии.

## Биография
Родился на Украине в семье учителей.
В 1969 году окончил Киевское суворовское военное училище, затем — режиссёрский факультет в Национальном университете театра, кино и телевидения имени И. К. Карпенко-Карого. Руководителем курса был Сергей Смеян —директор и главный режиссёр Театра им. И. Франко. По приглашению Ю. Любимова стажировался в Театре на Таганке. Два года работал режиссёром в Киевском академическом русском драматическом театре им. Леси Украинки (по приглашению М. Резниковича). Затем в течение пяти лет работал режиссёром-постановщиком в Киевском академическом украинском драматическом театре им. Ивана Франко (по приглашению С. Данченко). Затем — режиссёр-стажёр во МХАТе у О. Ефремова, режиссёр-постановщик МХТ им. Чехова.
В 1990-е годы он занимал должность художественного руководителя «Молодого театра».
Во время работы в Киеве преподавал режиссуру и мастерство актёра в Киевском национальном университете театра, кино и телевидения имени И. К. Карпенко-Карого, выпустил два курса: режиссёрский (совместно с Владимиром Судьиным) и актёрский (совместно с Богданом Ступкой). Как режиссёр МХАТа читал лекции по системе Станиславского в университете Stony Brook (Нью-Йорк, США).
Сотрудничал с такими выдающимися режиссёрами, как Георгий Товстоногов, Олег Ефремов, Юрий Любимов и актёрами Иннокентием Смоктуновским, Людмилой Гурченко, Богданом Ступкой и др.
После переезда в Словакию, куда был приглашён работать режиссёром-постановщиком в Украинский Национальный Театр, преподавал в Прешовском университете, где и окончил докторантуру. Ставил спектакли в разных театрах Словакии, создал театр-студию «Йорик», которая имела высокую оценку критики и популярность у зрителей. Руководил драматическими труппами словацких театров в городах Кошице, Прешов, работал в Польше. Защитил диссертацию «Реабилитация системы Станиславского». Получил учёную степень «доктор философии».

## Творчество
В период учёбы в Суворовском военном училище, создал с друзьями театр «Юность», где были созданы три спектакля (один из них «Из пламя и света» о судьбе М. Ю. Лермонтова) и сыграны перед аудиторией суворовского училища и приглашенными гостями.
В Донецком театре им. Артема осуществил постановки двух дипломных спектаклей: Г. Мамлина «Эй ты, здравствуй!», А. Арбузова «Иркутская история».

### Режиссёр

#### на Украине
Национальный академический драматический театр им. Ивана Франко
- «Сон в летнюю ночь» У. Шекспира (также сценография и костюмы)
- «Ромео и Джульетта» У. Шекспира (также сценография и костюмы)
- «Прощание в июле» А. Вампилова (также сценография и костюмы)
- «Карьера Артуро Уи» Б. Брехта (также сценография и костюмы)
- «Чайка» А. Чехова (также сценография и костюмы)
- «Сны по Кобзарю» (укр. Сни за Кобзарем) Т. Шевченко (инсценировка, также сценография и костюмы)
- «Тартюф» Мольера (также сценография и костюмы)
- «Женитьба» Н. Гоголя (также сценография и костюмы)
- «Жена есть жена» по мотивам рассказов А. Чехова[3] (инсценировка, также сценография и костюмы)
- «Божья слеза / Слеза господа» Н. Космина (инсценировка, костюмы)
- «Вий — Страшная месть» Н. Гоголя (мюзикл: музыка, текст песен Святослав Вакарчук; по материалам повестей и фрагментов из книг «Вечера на хуторе близ Диканьки» и «Миргород») (инсценировка, также сценография и костюмы)[4]

Национальный академический театр русской драмы имени Леси Украинки
- «Два клёна» Е. Шварца (также сценография и костюмы)
- «Кафедра» В. Врублевской (также сценография)
- «Призвание» В. Врублевской (также сценография)

Киевский академический театр на Левом берегу Днепра.
«Чайка» А. П. Чехов (также сценография)
Новосибирский театр «Красный факел»
- Сценография к спектаклям «Комиссия», «Зимний хлеб» по романам С. П. Залыгина.

Киевский академический театр юного зрителя на Липках
- «Месяц в деревне» И. Тургенева[5][6](также сценография)

«Ревизор» Н. В. Гоголь (также сценография, костюмы)
Киевский академический театр на Подоле
- «Вера, Надежда, Любовь… (ЯМА)» А. Куприна (инсценировка, сценография, костюмы).

Киевский Театр «Театр»
- А. П. Чехов «Чайка» (также сценография, костюмы)
- «Вий — Страшная месть» Н. Гоголя; Мюзикл: музыка, текст песен Святослав Вакарчук (по материалам повестей и фрагментов из книг «Вечера на хуторе близ Диканьки» и «Миргород»)[7]

театр им. М. Горького (Львов)
- «Гамлет» У. Шекспира

КГИТИ
- «Моцарт и Сальери» по пьесе А. Пушкина (моно-спектакль)
- "Эй, кто-нибудь!" Уильям Сароян

#### в Польше
- «Тартюф» Мольера (также сценография и костюмы)

#### в Словакии
- «Версальский экспромт» Мольера (также сценография и костюмы)
- «Вынужденная свадьба» Мольера (также сценография и костюмы)
- «Мандрагора» Н. Маккиавелли (также сценография и костюмы)
- «Женитьба Фигаро» П. де Бомарше (также сценография и костюмы)
- «Тщетная предосторожность» Бомарше (также сценография и костюмы)
- «Грешная мать» (сцены) Бомарше (также сценография и костюмы)
- «Трактирщица» К. Гольдони (также сценография и костюмы)
- «Слуга двух господ» К. Гольдони (также сценография)
- «Ревизор» Н. Гоголя (также сценография и костюмы)
- «Женитьба» Н. Гоголя (также сценография и костюмы)
- «Записки сумасшедшего» по повести Н. Гоголя (инсценировка, также сценография и костюмы)
- «Братья Карамазовы» (фрагменты) по роману Ф. Достоевского
- «Иванов» А. Чехова (фрагменты)
- «Love in Life» по рассказам А. П. Чехова (инсценировка, также сценография и костюмы)
- «Волки и овцы» А. Островского («Играем в дурака»), (также сценограф)
- «Нервные люди» по М. Зощенко (инсценировка, также сценография и костюмы)
- «Фрёкен Юлия» А. Стринберга (также сценография и костюмы)
- «Смуглая леди» по В. Шекспиру и Б. Шоу (инсценировка, сценография, костюмы)
- «Безумный день» по Ж.-Б. Мольеру (инсценировка, сценография, костюмы)
- «Жена есть жена» по А. П. Чехову (инсценировка, сценография, костюмы)
- «Нервные люди» по М. Зощенко (инсценировка, сценография, костюмы)
- «Анекдоты от нечего делать» по А. П. Чехову (инсценировка, сценография, костюмы)
- «Таинственные вариации» по Э.-Э. Шмитту (Театр в башне, Братислава, сценография, костюмы)

#### в России
Ленинградский театр им. Пушкина
- «Евгений Онегин» по роману А. Пушкина(проект) (инсценировка, сценография)

МХТ им. Чехова
- «Яма» по повести А. Куприна (инсценировка, также сценография)
- «Мальва» по рассказу М. Горького (также сценография и костюмы)
- «Челкаш» по рассказу М. Горького (также сценография и костюмы)
- «Однажды осенью» по рассказу М. Горького (также сценография и костюмы)
- «Портрет» Сл. Мрожека (также сценография и костюмы)[8]

### Фильмография
- «Такие милые люди… черт их возьми» (телевизионный фильм по рассказам А. П. Чехова, Словакия) — сценарист, режиссёр

### Актёр
- Дон Гуан — «Каменный гость» А. Пушкина (Украинское радио, реж. Константин Степанков)
- Чартков — «Портрет» Н. Гоголя (Украинское радио, реж. Константин Степанков)
- Павло Тычина — «Кларнеты нежности» (Укртелефильм, реж. Василь Витер) и другие.

## Признание и награды
- 1995 — Лауреат премии «Киевская пектораль» в категории «Лучший спектакль драматического театра», «Лучшая режиссёрская работа» (спектакль «Сны по Кобзарю»)
- 1989 — Cena a diplom na 17 májovej divadelnej Nitre (Slovakia). Za scénografiu «Pokušenie Chomu Bruta» N.V. Gogolá.
- Спектакль «Сны за Кобзарем» (по поэзии Т. Г. Шевченко) выдвинут на соискание Национальной премии Украины им Т. Г. Шевченко (1996 г.)